# Nuyorican Poets Café

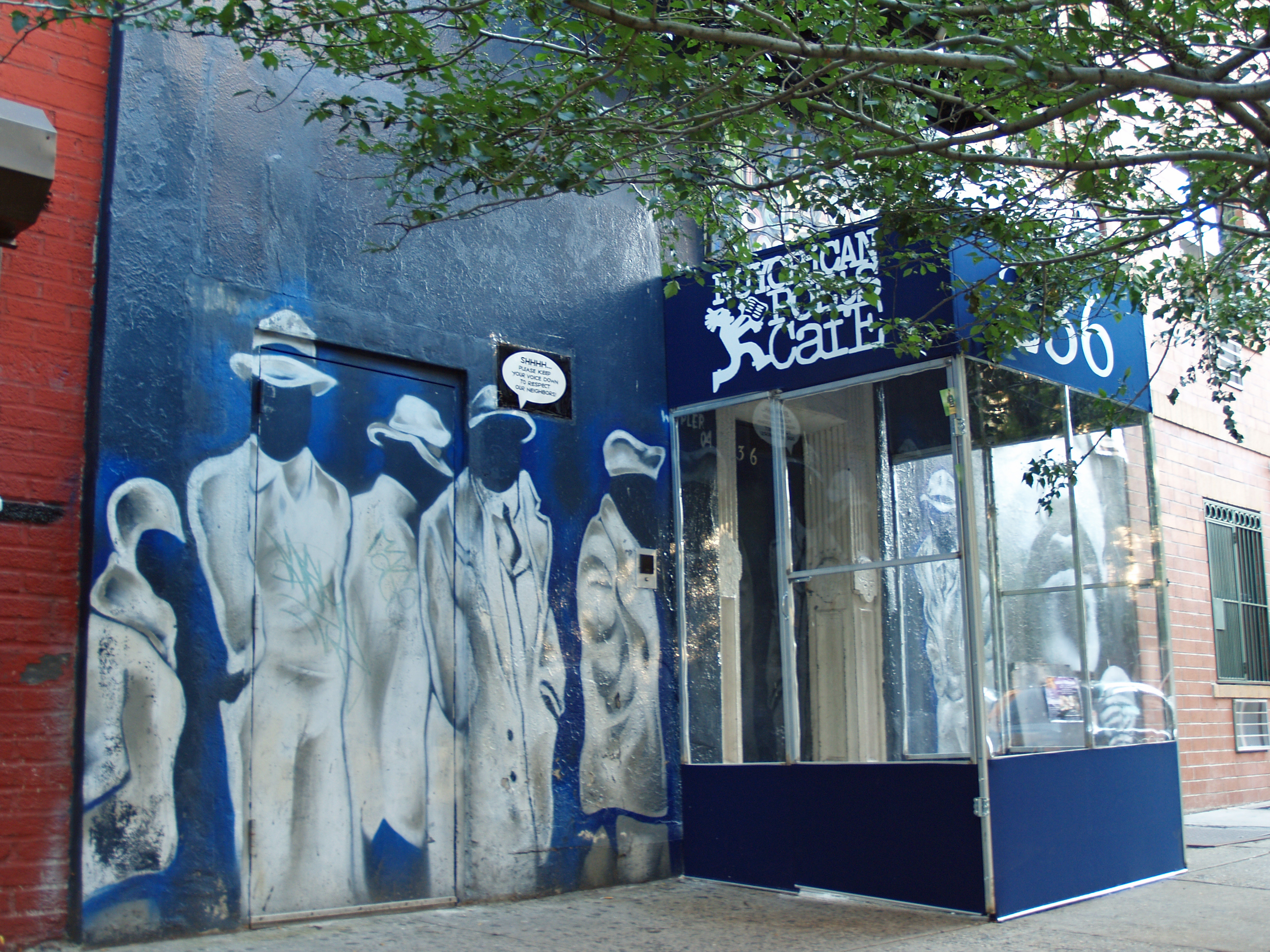
L'edificio del Nuyorican Poets Café sulla East 3rd street a Alphabet City (agosto 2008)

Nuyorican Poets Café è un'organizzazione non profit di Alphabet City, Manhattan. È una roccaforte del Nuyorican Movement newyorchese e un importante punto di aggregazione per poesia, musica, hip hop, video, arti visuali e teatro.

## Storia

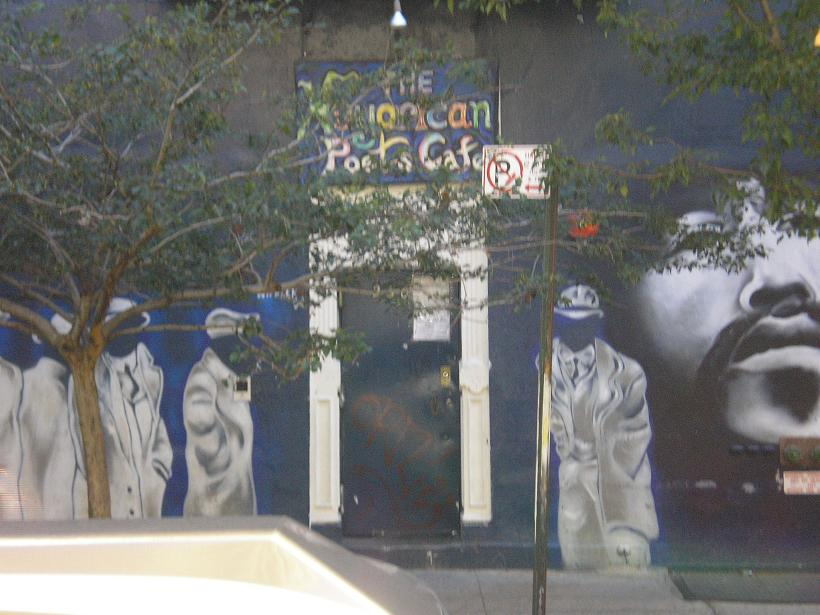
I muri esterni, dipinti da "Chico", un artista del posto.

Fondato attorno all'anno 1973, il Nuyorican Poets Café iniziò le sue attività a casa di Miguel Algarìn, scrittore, poeta e docente alla Rutgers University, allora residente ad East Village, con l'assistente dei cofondatori Miguel Piñero, Bittman "Bimbo" Rivas, e Lucky Cienfuegos.
Dal 1975, il numero dei poeti che ruotavano attorno a questo ritrovo si fece consistente, tanto da costringere Algarìn ad affittare un pub, il Sunshine Cafè, sulla East 6th Street, che fu ribattezzato "The Nuyoricans Poets Cafè". Dal 1980, la crescente popolarità del ritrovo, costrinse nuovamente a cercare un ambiente più grande e il "Nuyorican Poets Cafè" si trasferì nell'attuale sede al 236, East 3rd Street, per poter ampliare le proprie attività.
Spiegando la filosofia di fondo dell'organizzazione, Algarìn ha detto:

## Poeti
Oltre ad avere dato vita al programma itinerante di freestyle Braggin' Rites, che si tiene a New York, il Nuyorican Poets Cafè conta poeti-attivisti come Bob Holman, Saul Williams, Sarah Jones e Beau Sia. Nel 1996, la poetessa, attrice ed attivista Caridad de la Luz fece il suo debutto artistico al cafè. Nello stesso tempo, dal movimento poetico neo-Nuyorican emerse la figura di Emanuel Xavier. Altri personaggi che sono passati dal Cafè sono Miguel Piñero (cofondatore), Pedro Pietri (cofondatore), Tato Laviera, Piri Thomas, Sandra María Esteves, Giannina Braschi, Zoraida Santiago, Esmeralda Santiago, Edwin Torres, Daniel Dumile, Willie Perdomo, Bonafide Rojas e Shaggy Flores.
I poeti Nuyorican Edwin Torres, Finnegan the Poet, Lemon, Jack Castillo, Tomás Riley e Adrian Arancibia sono regolari frequentatori del cafè.
Algarín, ormai ritiratosi dall'insegnamento alla Rutgers University, rimane un membro del Nuyorican Poets Café.

## Documentari
Nel 1994, il Nuyorican Poets Café è stato teatro di un breve documentario, della durata di 14 minuti, intitolato Nuyorican Poets Café. Diretto, prodotto ed edito da Ray Santisteban, il documentario riprende le esibizioni del fondatori Miguel Algarin, nonché di Willie Perdomo, Ed Morales, Pedro Pietri e Carmen Bardeguez Brown. Nuyorican Poets Café vinse il premio come "Best Documentary" al New Latino Filmmaker's Festival del 1995, a Los Angeles.
Nel 1996, il Nuyorican Poets Café Poetry Slam Team è stato soffetto di un documentario dal titolo SlamNation. Diretto da Paul Devlin, il documentario segue Bob Holman, fondatore del Nuyorican poetry slam e i poeti del 1996 Nuyorican team 1996 (Saul Williams, Beau Sia, Jessica Care Moore e muMs) nella trasferta a Portland, Oregon, nel quadro della National Poetry Slam, una competizione nazionale a cadenza annuale. Il documentario documenta anche esibizioni di Marc Smith, Taylor Mali e Patricia Smith.